# Monandrocarpa plana
Monandrocarpa plana är en sjöpungsart som först beskrevs av Kott 1972.  Monandrocarpa plana ingår i släktet Monandrocarpa och familjen Styelidae. Inga underarter finns listade i Catalogue of Life.